# إليزابيث ديبيكي
اليزابيث ديبيكي (بالإنجليزية: Elizabeth Debicki) هي ممثلة أسترالية. بعد دراسة الدراما في كلية الفنون الفيكتورية ظهرت لأول مرة في الفيلم عدد قليل من أفضل الرجال بدور قصير في الكوميديا الأسترالية 2011. حصلت على جائزة AACTA لأفضل ممثلة في دور داعم عن دورها في فيلم غاتسبي العظيم.حصلت على ترشيح لجائزة Helpmann لأفضل ممثلة في دور داعم في مسرحية عام 2014. تقدمت مهنة ديبيكي بأدوار في عدة و فازت بجائزة AACTA لأفضل ممثلة في الدراما التلفزيونية . حصلت على تروفي شوبارد في مهرجان كان السينمائي 2018 .

## سيرة شخصية
ولدت إليزابيث ديبيكي في 24 أغسطس 1990 في باريس لأب بولندي وأم أسترالية من أصل أيرلندي. كان والداها كلاهما راقصين باليه ، التقيا أثناء أدائهما في عرض معًا. عندما كانت في الخامسة من عمرها انتقلت عائلتها إلى جلين ويفرلي في ملبورن ، أستراليا. هي الأكبر لثلاثة أطفال ولديها أخت أصغر وأخ. أصبحت ديبيكي مهتمة بالرقص في سن مبكرة وتدربت كراقصة حتى قررت التحول إلى المسرح.

## التعليم
كانت طالبة في مدرسة برج الصيد في شرق ملبورن و حققت درجتين دراسيتين مثاليتين في الدراما واللغة الإنجليزية وكانت dux في المدرسة عندما تخرجت في عام 2007. في عام 2010 أكملت درجة علمية في الدراما من كلية الفنون الفيكتورية . في أغسطس 2009 ، حصلت على منحة ريتشارد برات للطلاب المتميزين في السنة الثانية من التدريب.

## روابط خارجية
- إليزابيث ديبيكي على موقع IMDb (الإنجليزية)
- إليزابيث ديبيكي على موقع مونزينجر (الألمانية)
- إليزابيث ديبيكي على موقع ألو سيني (الفرنسية)
- إليزابيث ديبيكي على موقع أول موفي (الإنجليزية)
- إليزابيث ديبيكي على موقع بوكس أوفيس موجو (الإنجليزية)
- إليزابيث ديبيكي على موقع قاعدة بيانات الأفلام السويدية (السويدية)
- إليزابيث ديبيكي على موقع ديسكوغز (الإنجليزية)
- إليزابيث ديبيكي على موقع قاعدة بيانات الفيلم (الإنجليزية)
- إليزابيث ديبيكي على موقع كينوبويسك (الروسية)